# Basera de Campi
La Basera de Campi és una muntanya de 1.657 metres que es troba al municipi de la Guingueta d'Àneu, a la comarca del Pallars Sobirà.